# El Doncello
El Doncello est une municipalité située dans le département de Caquetá, en Colombie.